# Bündnis
Ein Bündnis, auch Allianz oder Pakt, ist ein in der Regel vertraglich geregelter Zusammenschluss von nicht zwingend formell gleichberechtigten Partnern zur Erreichung eines bestimmten gemeinsamen Ziels. Bündnisse können von natürlichen, juristischen Personen oder Staaten untereinander eingegangen werden.
Bündnisse zwischen Staaten sind durch ihr gemeinsames außenpolitisches Ziel, durch ihre Organisation, durch ihre Gültigkeitsdauer und durch ihre geographische Bestimmung gekennzeichnet. Das Verhältnis der Mitgliedstaaten zum Bündnis ist ein zwischenstaatliches Verhältnis und hat deswegen einen völkerrechtlichen Charakter. Für den Aufbau eines Bündnisses gibt es keine allgemeinen Regelungen im Völkervertragsrecht. Jedes Staatenbündnis ist frei darin, wie es seinen eigenen Vertrag oder seine eigene Bündnissatzung formuliert. Eine Bündnissatzung stellt die wichtigste Rechtsquelle für das Bündnis dar. In ihr wird der Zusammenschluss der Staaten und die Art ihrer Verbindung rechtlich kodifiziert. Durch die Unterschrift und die in der Regel erforderliche Ratifikation verpflichten sich die Mitglieder des Bündnisses mit rechtsgültiger Wirkung.
Im Unterschied zum Staatenbund hat die Organisation eines Bündnisses keine selbständige Handlungsvollmacht.
Soweit Bündnisverpflichtungen die Aufgaben von Staatsorganen, die Grundrechte von Staatsbürgern oder grundlegende Aspekte des staatlichen Lebens berühren, müssen sie dem jeweiligen Staatsrecht der Mitgliedsstaaten entsprechen. Sie dürfen den verfassungsrechtlichen und den gesetzlichen Regelungen nicht widersprechen. Um eine Übereinstimmung zu erreichen, können Verfassung und Gesetze auch an Bündnisverpflichtungen angepasst werden.
Militärbündnisse werden vor allem mit dem Ziel geschlossen, ihren Mitgliedern Unabhängigkeit und Sicherheit vor kriegerischen Angriffen mit militärischen Mitteln zu gewährleisten. Aufgrund des allgemeinen Gewaltverbots sind militärische Bündnisse völkerrechtlich nur als Defensivbündnisse zulässig. Die Artikel 51 bis 54 der UN-Charta bilden den völkerrechtlichen Rahmen für die Gründung bi- und multilateraler (regionaler) Militärbündnisse. Der Sicherheitsrat der Vereinten Nationen kann sie als Vollzugsorgane der UN verwenden.
Innerhalb des Völkerrechts kommt Bündnissen eine zentrale Rolle zu, denn mit vertraglich fixierter Bündnispolitik regeln Staaten untereinander ihre Rechtsverhältnisse. Ein historisches Beispiel sind die Schutz- und Trutzbündnisse von 1866.
Zivilgesellschaftliche Bündnisse gibt es im Rahmen der Friedensbewegung in Form von Friedensbündnissen. Im Wirtschaftsleben spielen Schutzgemeinschaften eine Rolle. Beispiele für parlamentarische Bündnisse sind Bündnis 90, Bündnis Deutschland und Grünes Bündnis (Basel).